# Teluk Kayu Putih
Teluk Kayu Putih is een bestuurslaag in het regentschap Tebo van de provincie Jambi, Indonesië. Teluk Kayu Putih telt 4271 inwoners (volkstelling 2010).